# Leopoldo Romeo
Leopoldo Romeo y Sanz (Zaragoza, 15 de noviembre de 1870-Madrid, 26 de marzo de 1925) fue un periodista y político español. También fue conocido por su pseudónimo periodístico de Juan de Aragón. 

## Biografía
Nació en Zaragoza el 15 de noviembre de 1870. Director del periódico La Correspondencia de España entre 1902 y 1922, su ideario periodístico priorizaba la noticia y la información, despreciando la literatura. Escribió también en El Tiempo y fundó Informaciones (1922) y El Evangelio. Se hizo conocido por su pseudónimo de «Juan de Aragón».
En las elecciones de 1905 fue elegido diputado a Cortes por Santa Cruz de Tenerife. Tras la muerte del periodista Juan Pedro Barcelona en 1906, Leopoldo Romeo, que era aficionado al duelo, abandonó esta última actividad. En 1909, tras un viaje a Melilla, Leopoldo Romeo publicaría artículos con alegatos antibélicos, por los cuales llegó a ser encarcelado al aplicársele la Ley de Jurisdicciones.
Tras las elecciones de 1910, en las que obtuvo 10 004 votos en el distrito electoral de Zaragoza, se convertiría en diputado por dicho distrito. En los comicios de 1914, 1916, 1918, 1919, 1920 y 1923 obtuvo escaño por el distrito de Belchite.
Ejerció de gobernador civil de la provincia de Madrid entre el 14 de diciembre de 1918 y el 18 de abril de 1919.
Falleció en Madrid el 26 de marzo de 1925.